# Atrapadas
Pour plus de détails, voir Fiche technique et Distribution.
Atrapadas est un film d'exploitation argentin réalisé par Aníbal Di Salvo et sorti en 1984.

## Synopsis
Dans une prison pour femmes corrompue et surveillée de près par les détenues, une mafia existe entre les détenues les plus dangereuses, les gardiens malhonnêtes et les trafiquants de drogue, pour faire entrer la drogue dans la prison. Silvia (Leonor Benedetto) refuse de coopérer avec Susana (Camila Perissé) lorsqu'elle tente de l'entraîner dans le trafic de drogue. Pour cette raison, elle est punie et sa jeune sœur est assassinée. Une nuit, Silvia parvient à s'échapper de la prison avec l'aide d'autres détenues et de gardiens honnêtes. Une fois libre, elle tente de se venger des trafiquants de drogue.

## Fiche technique
- Titre original : Atrapadas[1],[2]
- Réalisation : Aníbal Di Salvo
- Scénario : Aníbal Di Salvo, José Dominiani (es)
- Photographie : Carlos Torlaschi
- Montage : Darío Tedesco
- Musique : Luis María Serra
- Décors : Santiago Elder
- Production : Carlos Mentasti, Luis A. Scalella
- Sociétés de production : Argentina Sono Film S.A.C.I.
- Pays de production :  Argentine
- Langue originale : espagnol
- Format : couleurs
- Genre : film d'exploitation
- Durée : 90 minutes
- Dates de sortie : 
  - Argentine : 16 août 1984

## Distribution
- Leonor Benedetto (es) : Silvia Tessera
- Betiana Blum (es) : Martina Cuéllar
- Cristina Murta (es) : garde Luisa Galíndez
- Camila Perissé (es) : Susana Nieto
- Mirta Busnelli (es) : Graciela González
- Rita Terranova (es) : Mari Carmen
- Juan Leyrado (es) : Daniel
- Mónica Galán (es) : gardienne
- Esther Goris (es)
- Elvia Andreoli (es) : Olga
- Perla Cristal : le directeur
- Julio Fedel (es)
- Golde Flami (es) : la mère de Silvia
- Inés Murray (es) : Sara Stein
- Carlos Olivieri (es)
- Adriana Parets (es) : Garde de Castellanos
- Dorys Perry : la Rusita
- Gerardo Romano
- Edgardo Suárez (es) : el Negro